# Françoise Riopelle
Françoise Riopelle, née Lespérance à Montréal le 18 juin 1927 et morte dans la même ville le 18 juillet 2022,, est une danseuse et chorégraphe québécoise.

## Biographie
Elle a épousé Jean Paul Riopelle le 30 octobre 1946 à Montréal et s'est rendue avec lui à Paris la même année. Elle est cosignataire du manifeste Le Refus global. Elle fut aussi la conjointe du pianiste, arrangeur et compositeur Neil Chotem qui a écrit de la musique pour ses chorégraphies.
Le fonds d'archives de Françoise Riopelle est conservé au centre d'archives de Montréal de Bibliothèque et Archives nationales du Québec.